# Craterocephalus
Craterocephalus is een geslacht van straalvinnige vissen uit de familie van koornaarvissen (Atherinidae).

## Soorten
- Craterocephalus amniculus Crowley & Ivantsoff, 1990
- Craterocephalus capreoli Rendahl, 1922
- Craterocephalus centralis Crowley & Ivantsoff, 1990
- Craterocephalus cuneiceps Whitley, 1944
- Craterocephalus dalhousiensis Ivantsoff & Glover, 1974
- Craterocephalus eyresii Steindachner, 1883
- Craterocephalus fistularis Crowley, Ivantsoff & Allen, 1995
- Craterocephalus fluviatilis McCulloch, 1912
- Craterocephalus gloveri Crowley & Ivantsoff, 1990
- Craterocephalus helenae Ivantsoff, Crowley & Allen, 1987
- Craterocephalus honoriae Ogilby, 1912
- Craterocephalus kailolae Ivantsoff, Crowley & Allen, 1987
- Craterocephalus lacustris Trewavas, 1940
- Craterocephalus laisapi Larson, Ivantsoff & Crowley, 2005
- Craterocephalus lentiginosus Ivantsoff, Crowley & Allen, 1987
- Craterocephalus marianae Ivantsoff, Crowley & Allen, 1987
- Craterocephalus marjoriae Whitley, 1948
- Craterocephalus mugiloides McCulloch, 1912
- Craterocephalus munroi Crowley & Ivantsoff, 1988
- Craterocephalus nouhuysi Weber, 1910
- Craterocephalus pauciradiatus Günther, 1861)
- Craterocephalus pimatuae Crowley, Ivantsoff & Allen, 1991
- Craterocephalus randi Nichols & Raven, 1934
- Craterocephalus stercusmuscarum Günther, 1867
  - Craterocephalus stercusmuscarum fulvus Ivantsoff, Crowley & Allen, 1987
  - Craterocephalus stercusmuscarum stercusmuscarum Günther, 1867
- Craterocephalus stramineus Whitley, 1950